# 阔叶多孔螅
阔叶多孔螅（学名：Millepora latifolia）一种分布于印度洋─西太平洋热带和亚热带海域的水螅珊瑚，隶属于多孔螅科（千孔珊瑚科）多孔螅属（千孔珊瑚属）。